# Hajime Moriyasu
Hajime Moriyasu (Shizuoka, 23. kolovoza 1968.) japanski je nogometaš i nogometni trener. Trenutačno je izbornik japanske nogometne reprezentacije.

## Klupska karijera
Igrao je za Sanfrecce Hiroshima, Kyoto Purple Sanga i Vegalta Sendai.

## Reprezentativna karijera
Za japansku reprezentaciju igrao je od 1992. do 1996. godine. Odigrao je 35 utakmice postigavši 1 pogodak.
S japanskom reprezentacijom Hajime Moriyasu je igrao na Azijskom kupu 1992. i Kupa konfederacija 1995.

## Statistika
| Japan  | Japan | Japan |
| Godina | Nast. | Gol.  |
| ------ | ----- | ----- |
| 1992.  | 7     | 0     |
| 1993.  | 15    | 0     |
| 1994.  | 4     | 0     |
| 1995.  | 6     | 0     |
| 1996.  | 3     | 1     |
| Ukupno | 35    | 1     |

## Vanjske poveznice
- National Football Teams
- Japan National Football Team Database